# Theorie der Neural Group Selection
Die Theorie der Neural Group Selection (Theory of Neural Group Selection) beschreibt und erklärt die Funktion des Gehirns zur Planung und Durchführung von Handlungen auf der Basis neuerer Erkenntnisse der Neurowissenschaften (Neuroscience). Sie wurde von dem Immunologen Gerald M. Edelman in den 1980er-Jahren entwickelt. Neu an diesem Ansatz ist, dass zum einen das Gedächtnis nicht als repräsentativer Speicher von Inhalten des Erlebten angesehen werden kann, sondern als dynamisches System, das sich ständig während seiner Aktivität verändert. Zum anderen, dass das Bewusstsein nicht als Zustand oder Aktivität lokalisiert in einer bestimmten Hirnregion zu verstehen ist, sondern als die Aktivität selbst, bei der alle auch weiträumig verteilten Hirnregionen in ständigem reziproken Informationsaustausch miteinander stehen.

## Historische Überlegung
Vorstellungen und Theorien zu Bewusstsein und Gedächtnis des Menschen haben eine lange Tradition. War dies zunächst ein Thema der Philosophen, haben sich seit der Entwicklung der Naturwissenschaften und deren Methoden, den Menschen und sein Gehirn zu untersuchen, auch die Naturwissenschaftler mit dieser Problematik beschäftigt.
Ein Ansatz der Überlegungen war es, die besonderen Aufgaben einzelner anatomisch sichtbarer möglicherweise voneinander getrennter Regionen des Großhirns in Erfahrung zu bringen. Bedeutend wurden derartige Untersuchungen und Erkenntnisse zur Anatomie des Gehirn zum Beispiel durch die Studien und Veröffentlichungen (1909) des deutschen Anatomen Korbinian Brodmann (1868–1918), der die Funktionen der einzelnen Gebiete (Areale) der Großhirnrinde beschrieb. Seine Arbeiten sind bis heute von großer Bedeutung.
Als um die Wende zum 20. Jahrhundert der Physiologe Charles Scott Sherrington (1857–1952) entscheidende Erkenntnisse über das Nervensystem – seine Struktur und seine Arbeitsweise – beschrieb, begann für die Neurophysiologie eine wachsende Bedeutung für die Funktion und Arbeitsweise des Nervensystems. Das hat sich bis heute fortgesetzt und vertieft. Im Laufe der Zeit drang man in der Analyse (Forschung) zu immer kleineren Strukturen des Nervensystems vor und untersuchte deren Funktion und deren Bedeutung für Gedächtnis und Bewusstsein und damit zusammenhängend auch für das Lernen.
Mit den Studien von Eric Kandel (um 1976) an der Meeresschnecke Aplysia bei denen er feststellte, dass vermutlich kein zentrales Langzeitgedächtnis im Gehirn existiert, vielmehr die Veränderung an den Synapsen der beteiligten Nervenzellen einmal vollzogene Aktionen zum Beispiel Bewegungen im Sinne einer einfacheren und schnelleren Wieder-Aktivierung unterstützen, waren die Untersuchungen zu Verhalten und Bewegungen von der Ebene der neuralen Zentren zum Studium der einzelnen Nervenzellen und ihren molekularen Veränderungen übergegangen.
Das löste das beschriebene Gedächtnisproblem zwar noch nicht, aber es zeigte die Bedeutung der einzelnen Nervenzellen, ihren Synapsen sowie die ihrer Veränderung für die der Vernetzung von Nervenzellen und Gruppen von Nervenzellen.
Entscheidend für die weitere Entwicklung, vor allem für die Art der Zusammenwirkung all dieser Einzelelemente war der Schritt des Immunologen Gerald M. Edelman, der bei der Entwicklung von Antikörpern im Organismus beobachtet hatte, dass der Organismus diese nicht, wie bis dahin angenommen, nach genetisch vorgegebenen Plänen entwickelt, sondern nach dem evolutionären Selektionsprinzip. Das Auswahlprinzip bedarf sehr großer Populationen von ähnlichen, aber gleichwertigen Strukturen, aus denen es eine für den Einzelfall geeignete Auswahl treffen kann.
Es zeigte sich nämlich, dass das Nervensystem aus Populationen von Synapsen an den einzelnen Nervenzellen (Tausenden), Populationen von Nervenzellen (mehr als 10 Milliarden) und Populationen von Nervenzellnetzen (ebenfalls Milliarden) besteht, die diese Voraussetzungen erfüllen. Es ist daher davon auszugehen, dass nach diesem Selektionsprinzip Gedanken, Handlungen und Bewegungen entwickelt und durchgeführt werden. Konsequenzen daraus hat Edelman systematisch überprüft und bestätigt gefunden.

## Die Theorie

### Entwicklungsselektion
Während in der frühen Embryonalentwicklung vor allem die Gene die Hirnanatomie bestimmen, kommt es bereits bei der Ausbildung der vielfach verzweigten Nervenfortsätze zu einer hohen Variabilität an Verknüpfungsmustern. Dabei werden gleichzeitig „feuernde“ Neurone bevorzugt miteinander zunächst zu Gruppen und diese zu Netzen (Schaltkreisen) verbunden (somatische Selektion). Es kommt zur Ausbildung der primären Repertoires (primary repertoires).

### Erfahrungsselektion
Durch Verhaltenserfahrungen, die das ganze Leben über stattfinden, kommt es dann zur synaptischen Selektion. Es kommt zur Bildung von Gruppen, deren Elemente ähnlich, nicht gleich aber gleichwertig sind (degeneracy). Hierbei werden in kompetitiven Auswahlprozessen die häufiger genutzten synaptischen Verbindungen und dadurch deren Effizienz verstärkt. Die synaptischen Verbindungen und die Effizienz der seltener gewählten Gruppen wird geschwächt. Dabei findet durch die Anpassung an die aktuellen Bedingungen eine ständige dynamische Neustrukturierung der Gruppen statt. Durch die Selektion bestimmter Muster aus räumlich verteilten Gebieten des Wahrgenommenen können Kategorien gebildet werden, die zur Zuordnung neuer Eindrücke zu bereits Erlebtem notwendig sind. Dadurch werden auch die Netze der primären Repertoires zu sekundären Repertoires und Karten (maps) aufgebaut. Die Karten können durch selektive Nutzung verändert werden (z. B. wird der Bereich des Daumens im Motorcortex durch häufiges SMS schreiben vergrößert).

### Kortikale Verbindungen
Zu einer geordneten Zusammenarbeit mit dem Ergebnis einer erfolgreichen Handlung/ Bewegung kommt es nicht, wie bisher angenommen, durch die sequentielle Abarbeitung in einzelnen Hirnregionen, sondern durch den ständigen rekursiven Austausch der Signale im gesamten Großhirn (s. auch Telencephalon). In der topologischen Großhirnanordnung des thalamokortikalen Systems ist der Thalamus mit den funktional spezialisierten Regionen (den Karten) des Kortex vielfältig und rekursiv vernetzt. Es bilden sich Signalzirkel, bei denen ein dauernder Austausch gleichzeitig gesendeter Signale zwischen auch sehr entfernt voneinander liegenden einzelnen Arealen stattfindet (Reentry). Dadurch werden die Aktivitäten, die in diesen Arealen ablaufen, zeitlich und räumlich miteinander koordiniert.
Ebenfalls findet ein ständiger Signalaustausch dieses thalamokortikalen Systems mit einer zweiten Anordnung des Hirns statt, bei dem gleichzeitig parallel geschaltete Ketten richtungsgleich durchlaufen werden. Diese verbinden die Großhirnrinde (Kortex) mit speziellen subkortikalen Strukturen wie dem Kleinhirn (Beteiligung und Synchronisation von Bewegungen aber auch spezifischen Denkleistungen), den Basalganglien (Beteiligung an Planung und Durchführung komplexer motorischer und kognitiver Abläufe) und dem Hippokampus (Hauptbeteiligung an der Konsolidierung von Inhalten der Kurzzeitgedächtnisfunktionen zu Langzeitgedächtnisfunktionen in der Großhirnrinde).
Schließlich werden diese ständigen Aktivitäten mit Kernen im Hirnstamm und Hypothalamus verbunden, durch die die neurale Plastizität – zum Beispiel die Synapsenstärke – innerhalb der neuralen Schaltkreise aktiviert wird und sich adaptive Reaktionen bilden. Diese Einflüsse werden auch als Bewertungssysteme bezeichnet. Für das gesamte System gilt, dass jede Benutzung der Verbindungen zu Veränderungen an den Neuronen und ihren Verbindungen führt, so dass sich das System in ständiger adaptiver Veränderung befindet.

### Bewusstsein
Es wird angenommen, dass diese reentranten Abläufe das Bewusstsein ausmachen. Dafür spricht die Beobachtung, dass bei bereits mehrfach durchgeführten Handlungen, bei denen die Aufmerksamkeit nicht mehr auf die einzelnen Aspekte und Anteile der Ausführung gerichtet werden muss, die Aktivität des Signalaustauschs zwischen den Hirnarealen abnimmt, so dass sie bei nahezu unbewusst ablaufenden, so genannten automatisierten Handlungen minimal ist. Dadurch wird gewährleistet, dass bei der Lösung komplexer neuer und besonders kognitiver Aufgaben, die die volle Aufmerksamkeit verlangen, notwendige andere Routineaufgaben (zum Beispiel: das Schreiben, Kaffee trinken oder die motorischen Abläufe beim Auto fahren) gleichzeitig ohne Schwierigkeiten ausgeführt werden können.

## Nachtrag
Die Theory of Neural Group Selection von Gerald Edelman entsprang theoretischen Überlegungen, die Edelman aufgrund seiner wissenschaftlichen Erfahrungen als Immunologe gesammelt hatte und auf die Hirnstrukturen des Menschen übertrug. Sie ließ sich zu der Zeit (um 1980) noch nicht durch wissenschaftliche Experimente und mathematische Beziehungen belegen.
Die Theorie hat jedoch teilweise den Weg in andere Wissenschaftszweige vom Menschen gefunden. So wurde sie in einem Werk über operative Lerntheorie  als Grundlage von Lernprozessen verwendet.
Die Entwicklung der technischen Verfahren zur Untersuchung der Hirnaktivität – zum Beispiel das der funktionelle Magnetresonanz (fMRI) haben seit der Jahrtausendwende eine vielfältige Weiterentwicklung erfahren, so dass die Vorgänge beim Zustandekommen von Leistungen des Gehirns (motorische wie kognitive) in ihrer Aktion beobachtet werden können. Deswegen ist es heute in den Neurowissenschaften allgemein anerkannt, dass bei allen kognitiven Prozessen alle Teile des Gehirns in einem ständigen Austausch miteinander stehen. Dies ist auch Gegenstand zahlreicher Untersuchungen und Veröffentlichungen im Bereich des machine learnings. Insofern haben sich die Überlegungen von G. Edelman als realistisch und zukunftweisend erwiesen.